# Avelino Mocache
Avelino Mocache Mehenga (ur. 1956) – polityk z Gwinei Równikowej.
Pochodzi z Baty, należy do grupy etnicznej Ndowé. W latach 80. wyjechał do Związku Radzieckiego, odebrał tam wykształcenie z zakresu elektryki. Po powrocie do kraju zatrudniony w elektrowni w rodzinnym mieście. W działalność opozycyjną wobec rządu Nguemy Mbasogo zaangażował się w 1992 wstępując do Acción Popular de Guinea Ecuatorial (APGE). Przejściowo związany z Partido del Progreso de Guinea Ecuatorial (PPGE), blisko współpracował z jej liderem Severo Moto Nsá. Po delegalizacji PPGE (1997) powrócił do APGE. Pełnił funkcję jej sekretarza generalnego do 2007, blisko współpracując z hiszpańską Partią Ludową. Dwukrotnie (2007 i 2010) więziony z powodów politycznych.
W 2011 wstąpił do Unión Popular (UP), z której został wykluczony krótko później (2013). Utworzył następnie Unión de Centro Derecha (UCD), zalegalizowaną przez władze w 2015. W 2016 kandydował z jej ramienia w wyborach prezydenckich. Otrzymał, według oficjalnych wyników, 1,6% głosów.